# Edward Sinclair
Edward Sinclair (Oldham, 3 februari 1914 – Cheddar, 29 augustus 1977) was een Brits acteur. 
Sinclair werd vooral bekend als Mr. Yeatman (de koster) uit de serie Dad's Army, hoewel hij de rol na 1973 niet meer speelde. Sinclair debuteerde al in de jaren 30 en heeft tevens enig schrijfwerk op zijn naam staan. Zo schreef hij mee aan de film Kiss of Araby uit 1933.
Sinclair overleed op 63-jarige leeftijd aan een hartaanval. Hij was de tweede van de cast van Dad's Army die overleed.

## Filmografie
- The Bells (1931) - Sergeant Christian Nash
- Tower of Terror (1941) - Fletcher, Hales tussenpersoon
- Saraband for Dead Lovers (1948) - Nils
- Danger Man Televisieserie - Zakenman (Afl. The Black Book, 1965)
- Z Cars Televisieserie - Dukes (Afl. Out of the Frying Pan: Part 1, 1968)
- Rogues' Gallery Televisieserie - Rol onbekend (Afl. The Timorous Rake, 1969)
- The Magic Christian (1969) - Parkwachter (Niet op aftiteling)
- Dad's Army (1971) - Mr. Yeatman (koster)
- Comedy Playhouse Televisieserie - Hoofdkelner (Afl. Born Every Minute, 1972)
- No Sex Please: We're British (1973) - Postbode
- Dad's Army Televisieserie - Mr. Yeatman (koster) (20 afl., 1968-1973)
- David Copperfield Mini-serie (1974) - Mr. Barkis
- Dawson's Weekly Televisieserie - Steward (Afl. Strangers in the Night, 1975)